# Álvaro Soms
Álvaro Soms es el guitarrista de la banda chilena Dorso desde 1993 y antiguo guitarrista de los extintos S.N.F..
Su presencia en Dorso ha marcado un plus en el estilo de la banda, al aportar con patrones de Jazz, Thrash e incluso guitarra clásica.
Su reconocido virtuosismo destaca bastante en las canciones al manejar con libertad plena la escala mayor y menor en Jazz.[cita requerida] Usa una guitarra modelo Les Paul marca Hammer para la mayoría de las presentaciones, ofreciendo una excelente calidad de sonido.
Ha participado en diversos proyectos con otros artistas de estilos muy variados, donde destaca su versatilidad al pasar del metal a las power ballads, incluso de corte romántico.
- Datos: Q5682919